# Awiaprad
Awiaprad – rosyjska linia lotnicza z siedzibą w Czelabińsku. Głównym hubem jest port lotniczy Jekaterynburg.